# Relations entre le Brésil et le Pérou
Les relations entre le Brésil et le Pérou sont les relations diplomatiques entre la république fédérative du Brésil et la république du Pérou. Les deux pays partagent une frontière commune longue de 2 995 kilomètres.
Le Brésil a une ambassade à Lima et le Pérou a une ambassade à Brasilia.